# Плудонис, Вилис
Ви́лис Плу́донис (настоящая фамилия Лейниекс; латыш. Vilis Plūdonis, Vilis Lejnieks; 9 марта 1874, Бауска — 15 января 1940, Рига) — латышский поэт, представитель народного романтизма.
Окончил Прибалтийскую учительскую семинарию, работал учителем. Дебютировал сборником стихов «Первые аккорды» (1895). Автор многих баллад, аллегорических поэм.
В 1917 году совместно с композитором Алфредом Калныньшем написал песню «Мы хотим быть господами на своей родной земле», претендовавшую на роль будущего государственного гимна Латвии (однако впоследствии в роли гимна была утверждена «Dievs, svētī Latviju!» Карлиса Бауманиса). 
Награждён орденом Трёх звёзд II и III степени (1926 и 1934) и «Tēvzemes balva» (1938).
Похоронен в родном городе на кладбище, ныне носящем его имя.

## Избранные произведения
- «Первые аккорды» (1895)
- «Два мира» (1899)
- «Сын вдовы» (1900)
- «Реквием» (1899, русский перевод А. Блока)